# زاکژو (شهرستان رادوم)
زاکژو (به لهستانی:  Zakrzew) یک روستا در لهستان است که در گمینا زاکژو (استان ماسوویان) واقع شده‌است.